# اف‌ام‌ایکس۴ وینفان
اف‌ام‌ایکس۴ وینفان (به انگلیسی: Wainfan_Facetmobile) یک هواگرد ملخ‌پیشین تک‌موتوره از نوع Homebuilt Aircraft ساخت شرکت است. هواگرد اف‌ام‌ایکس۴ وینفان نخستین پروازش را در ۲۲ آوریل ۱۹۹۳ میلادی انجام داد. در مجموع، تعداد ۱ فروند از این هواگرد ساخته شده‌است.
طراح این هواگرد، Barnaby Wainfan, Lynne Wainfan, Rick Dean بود.